# けものとチャット
『けものとチャット』は、みずしな孝之による日本の4コマ漫画作品。2005年より『まんがくらぶオリジナル』（竹書房）に連載、および『まんがくらぶ』（同）に季刊連載。

## 概要
猫と会話のできる女子高生、毛野本茶々を取り巻くギャグ4コマ漫画。主に人間と猫との考えの相違をギャグにしており、実在の有名人やキャラクターに似た猫が登場するなど、時事ネタ・風刺ネタも多い。猫の可愛さを前面に出したものが主流である猫漫画の中では異色ともいえる。
2003年の『まんがライフMOMO』ゲスト掲載が初出で、以来単発的に『まんがくらぶ』に掲載。初公開から2年を経て、『まんがくらぶオリジナル』で満を持して連載化された。そのため、初期の単行本では何度か、一部内容が重複した作品も掲載されている。
『まんがくらぶオリジナル』2009年9月号にて、OVA化が発表された。2009年10月23日に発売。
単行本では、猫が出てこない『ネコナシ』という描き下ろし漫画がカバー裏に掲載されている。また、本編とは別に、作者の近所に住む猫の“くーにゃん”、知人の飼猫“業次郎”等を題材にしたエッセイ風漫画『けものとしなっちょ』（『まんがライフオリジナル』の目次ページに連載中）が掲載されている。くーにゃん・業次郎はみずしなの作品『いい電子』にも登場している。
また、2006年7月号の『まんがくらぶオリジナル』付録では、作者の代表作品『幕張サボテンキャンパス』とのコラボレーション漫画『けものとサボテンキャンパス』が掲載され、茶々たちが千葉県在住だと確認された（通常連載でも、モブキャラとして『幕張サボテンキャンパス』のキャラクターが何度か登場している）。

## ネコ語について
この作品でのネコ語は基本的に「ニャン」「ニャー」等の鳴き声によって構成され、人間語訳はその猫のそばに吹き出しなしで表示される（『戦え!アナウンサー』のイサムと同じ形式）。情報量はかなり多く、ボキャブラリーも多彩で時事ネタにも詳しい。茶々はそれが分かり、かつ会話もしているので「ネコ語が理解できる」だけでなく「ネコ語をしゃべる」こともできる模様（傍から見ると、ネコ相手に真剣に「ニャン」「ニャー」と話しかけている、かなり問題のある光景）。ただしネコは人間語も理解できるらしい。なおアメショーことアメリカンショートヘア種は英語（のネコ語）を話すため、英語赤点の茶々は会話できない。

## 登場人物
毛野本 茶々（けのもと ちゃちゃ）
声：坂本真綾
本作の主人公。猫と会話ができる女の子。高校1年生（最終回のみ大学1年生）。その能力を知るのは深冬と生徒会役員のみで、彼女たちには羨ましがられているが、周囲の猫がロクなことを言わないので本人はうっとうしく思っている。名前は作品タイトルをもじったもの。基本的にツッコミ役（時々ボケ）。勉強が大の苦手である。猫をはじめとするネコ科の動物なら会話できるらしく、動物園のベンガルトラとも会話できた。トラのオス関係では「抱かれたい女性ぶっちぎりの1位」らしい。ネコ語が分かるようになったり、自分に猫が寄ってくる原因として「赤ん坊の頃から身の回りに猫がいた」「体から『ニャロモン』を発しているから」など推測するが、ハッキリとしたことは分かっていない（最終回では前者の理由になっていた）。霊感も強いらしく、しばしば猫の幽霊を普通の猫のように見てしまうこともある。
本作終盤に能力を失ってしまうが、最終回で復活する（その際猫以外にも様々な動物と話せるようになった）。
東 深冬（あずま みと）
声：矢作紗友里
本作の準主人公。茶々の友人で、その能力を知る理解者。唐突なことを思いつく不思議系メガネッ娘。特技は大食い（そのためか、隠れ巨乳）。基本的にボケ役（時々ツッコミ）。料理は苦手で、ことごとく黒コゲで異臭を放つ物体となってしまう。手先自体が不器用で、てるてる坊主もまともに作れない。猫に際しては素直に好きであるが、茶々のネコ語通訳で幻滅することも。猫たちのために良かれと思ってしたことが、かえって迷惑になることもままある。
篠 定子（しの さだこ）
声：植田佳奈
生徒会長。成績優秀で生徒会の仕事もクールにこなすが、実は無類の猫好きで「ニャンちゃん」と呼んでいる。よく猫に囲まれることを妄想し、周囲にそれを悟られないようにしていたが、後に茶々、深冬、生徒会役員に知られてしまう。猫に好かれるべくあらゆる努力をしているが、実際は猫たちの誤解を招き、嫌われている模様。左利き。世界史マニアでもある。茶々の能力に気づき始めた時に彼女に接近し、周囲にあらぬ疑いをかけられたことも。またその能力を利用するべく、勝手に茶々を生徒会役員に立候補させるが、猫たちの協力で阻止される。名前は最終回で判明。最終回では茶々、深冬と同じ大学に進学していた。茶々と深冬の事は基本的に「毛野本さん」、「東さん」と呼んでいたが、最終回では「毛野本にゃん」、「ミトにゃん」と呼んでいた。
『猫喫茶いぬい』では妹の篠 綺咲（しの きさき）が登場しており、国民的アイドルグループ、ピーナッツガールズのリーダーを務めている。ひょんな事をきっかけに猫喫茶いぬいでアルバイトをしている。ピーナッツ娘。の初期メンバーだけが持っているアイドルオーラの持ち主だがやはり姉同様猫に好かれていない模様。
金子 宏（かねこ ひろし）
声：水科孝之
生徒会会計。生徒会長に忠誠を誓っている犬っぽい性格で、会長は彼を名前だけで採ってしまった（「かねこ」）。一人称は「私」（一度だけ「僕」、「俺」）。作者が描く加藤武治に顔が似ている。
具見澤 薫（ぐみざわ かおる）
声：後藤聡子
生徒会書記。物事に興味津々であるが飽きやすく猫っぽい性格で、会長が彼女を採用したのはそのため。
湯浅 賢太郎（ゆあさ けんたろう）
高校の生物教師。知的に見られているが、ひそかにマタタビ粉を体に振りかけている等、猫バカの変わり者。「猫は人語を理解できるか」を研究している。

## 登場猫物
声：劇団うわの空・藤志郎一座、藤井みどり
チョーロー
加納家の愛猫。1985年生まれで、人間の年齢にして80歳。いつも茶々の通学路途中にある家の塀の上にいる。名前の通り長老で、町内の生き字引。しかし最新流行にも詳しい。「〜かのう。かのう（加納）だけに」が口癖。最近、加納家でテレビを薄型に買い換えたため、自然と家での居場所が冷蔵庫の上になったらしい。天気予報もできるが、あまり役に立っていない。
茶々と結婚したがる猫（本名不明）
頭のはち割れと口元の模様が特徴の猫。「オレはしょうらい茶々とケッコンする男」が口癖。毎回茶々にアプローチをかけてはあしらわれる。魚屋「魚勝」でネズミ捕りのアルバイトをしているらしい。
ナビ
舘家の愛猫。町内の抜け道に詳しく、遅刻になりそうな茶々を助けようとするも、猫しか通れないため失敗ばかり。
ケンケン
加藤家の愛猫。だが、雪を見てはしゃいだりするあたり、犬っぽい猫である。トラになりたいらしい。
ウリ
岡村家の愛猫。珍しく深冬のことが大好き。将来の夢は「深冬さんと同じ食卓で、同じ御飯を毎日食べる事」とのこと。一緒になりたくて「Ｘ作戦」なるものを仲間と共に決行するが、不発に終わる。
Mネコ（モル）
灰かぶり単色模様、額にMのような模様のある猫。そのマゾっぽい歪んだ愛の形を茶々にぶつけている。後に湯浅先生の飼い猫であったことが判明する。
二階堂（にかいどう）
自称執事猫。茶々を「お嬢様」と呼び、あれこれ世話を焼こうとする。
ねょこたん
自称メイド猫（モデルは中川翔子）。尻尾でイラストを描くのも得意。
ニャントン教授（ニャントンきょうじゅ）
「ナゾ」と称するクイズを出題する猫。茶々は正解できずヘコむことが多い。ゲームソフト『レイトン教授シリーズ』が元ネタ。首輪がonちゃんなのは、元ネタの声優が大泉洋であることに由来する。
ミケゴロー
スキマ評論家（モデルは山田五郎）。色々なスキマを見つけては批評をし、5段階で評価したがる。
キッシー
料理評論家（モデルは岸朝子）。紹介する料理は主にネズミ、ミミズなど。
ビリー
迷彩服を着た、たくましい体つきの猫（モデルはビリー・ブランクス）。茶々のもとに現れては「ビリーズ・キャットキャンプ」を行う。娘のほか、たくさんの家族がいる。
ハロー
茶々に都市伝説を披露した猫。モデルはお笑い芸人のハローバイバイ関暁夫。
坊や
チョーローから世間のさまざまな事象を教わっている。初登場時では子猫だったが、成長してねょこたんと交際、父親となる。
あかちゃんねこ（本名不明）
坊やとねょこたんとの間に生まれた子猫。

## 掲載誌
- まんがライフMOMO - 2003年9月号（ゲスト）。初掲載号。
- まんがくらぶ - 2004年2月号、同年8月号以降毎年2、5、8、11月号にシーズンゲストとして掲載（2008年5月号を除く）- 2011年11月号。
- まんがくらぶオリジナル - 2005年6月号 - 2011年12月号（連載）
- まんがライフオリジナル  - 2005年7月号（ゲスト）、2006年2月号（ミトが主役としての外伝）

### けものとしなっちょ
- まんがライフオリジナル - 2005年6月号 - （連載、目次ページの4コマ）
- 本当にあった愉快な話増刊・ニャンコとんでも体験スペシャル（単発、4ページのエッセイ作品）
- まんがライフオリジナル増刊・あにまるパラダイス - 2007年3・5・7月増刊（同上）

## 単行本
- みずしな孝之『けものとチャット』 竹書房〈バンブーコミックス〉、全7巻
  1. 2005年12月17日発売、ISBN 4-8124-6414-5
  2. 2006年12月7日発売、ISBN 4-8124-6534-6
  3. 2007年10月17日発売、ISBN 978-4-8124-6744-2
  4. 2008年12月6日発売、ISBN 978-4-8124-7025-1
  5. 2009年10月23日発売、ISBN 978-4-8124-7199-9
  6. 2010年11月17日発売、ISBN 978-4-8124-7474-7
  7. 2011年11月17日発売、ISBN 978-4-8124-7687-1

## OVA
2009年10月23日に単行本第5巻と同時発売の『新感覚ニャニめーしょん』と銘打ったフラッシュアニメ風OVA。みずしな孝之自身が原画を描き下ろし。1話約2分30秒の短編作品が全10話+おまけ1話。映像特典は『実録けものとしなっちょ』。また、アニメ化記念として『Yahoo!ペット』で「しゃべってる感じの猫」コンテストが開催されDVDに収録される。

### スタッフ
- 原作：みずしな孝之（『まんがくらぶオリジナル』竹書房刊）
- 監督：うもとゆーじ（ウサギ王）
- 製作：伊藤明博
- 企画：松本卓也、坂本享哉
- プロデューサー：服部健太郎、木村淳、みずしな孝之
- 企画協力：関口華子
- アニメーション制作：ウサギ王
- 制作協力 - エンターブレイン、アミューズメントメディア総合学院
- 制作プロダクション - indeprox
- 発売・販売元 - 竹書房

### 主題歌
『けものとチャット』
作詞 - みずしな孝之、藤井みどり、作曲・編曲 - 草階亮一（halos）

### Web特別番組
「けものとチャット」OVA化に関連して、Web番組「けものとチャットスペシャル」がK'z Stationで2009年10月26日に配信された。
- 出演：植田佳奈、矢作紗友里、みずしな孝之